# Tantillita brevissima
Tantillita brevissima — вид змій родини полозових (Colubridae). Мешкає в Мексиці і Гватемалі.

## Поширення і екологія
Tantillita brevissima мешкають в штатах Оахака і Чіапас на південному сході Мексики, а також в Гватемалі. Вони живуть в сухих тропічних лісах, серед опалого листя, трапляються на плантаціях. Зустрічаються на висоті від 200 до 1700 м над рівнем моря.